# 90號國道 (希臘)

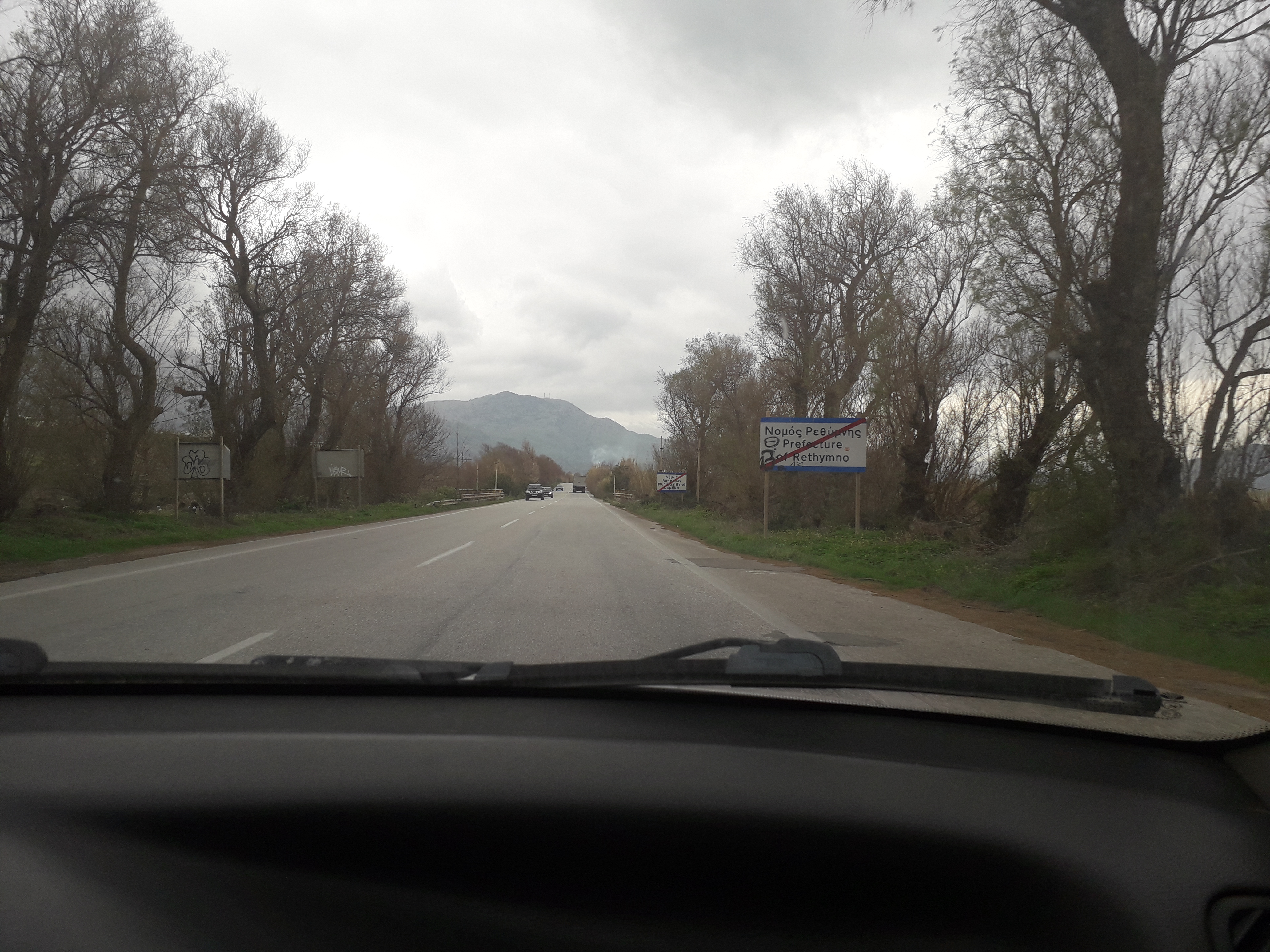
雷西姆农和哈尼亚分界处

希腊90號國道（希臘語：Εθνική Οδός 90），为希腊一條國家級公路，橫亙克里特島北海岸。總長度312 km（194 mi）。为欧洲E90公路的一部分。
其中哈尼亚、伊拉克利翁及雷西姆农路段都已升級為高速公路。